# Клиновый (Прохоровский район)
Клиновый — хутор в Прохоровском районе Белгородской области. Входит в состав Подолешенского сельского поселения.

## География
Находится в северной части Белгородской области, в лесостепной зоне, в пределах юго-западного склона Среднерусской возвышенности, к западу от автодороги 14К-19, на расстоянии примерно 19 километров (по прямой) к юго-востоку от Прохоровки, административного центра района. Абсолютная высота — 224 метра над уровнем моря.

### Климат
Климат характеризуется как умеренно континентальный, с относительно мягкой зимой и тёплым продолжительным летом. Среднегодовая температура воздуха — 5,4 °C. Средняя температура воздуха самого холодного месяца (января) — −9,2 °C; самого тёплого месяца (июля) — 16,4 — 24,3 °C. Безморозный период длится в среднем 155—160 дней. Годовое количество атмосферных осадков — 527—595 мм, из которых большая часть выпадает в тёплый период.

### Часовой пояс
Хутор Клиновый как и вся Белгородская область, находится в часовой зоне МСК (московское время). Смещение применяемого времени относительно UTC составляет +3:00.

## История
Основан в первой четверти XIX века экономическими крестьянами-украинцами.
Свое название хутор получил от улиц ,которые расходятся клином от центра и их протяженность составляет около километра. С восточной стороны хутора находится граница с Корочанским районом. До села Большое порядка 3-х км.
Основным населением были выходцы из села Коренька Корочанского района. Хутор относился к Пестуновскому приходу, поскольку по административному делению принадлежал к Пестуновской волости Корочанского уезда. Земля принадлежала частникам, которые занимались земледелием, животноводством, извозом, служили в солдатах.
В конце 1920-х годов на хуторе проживало около 500 человек и располагалось свыше 107 хозяйств. В большом числе крестьяне были зажиточными: содержали лавки, продавали промышленные и продуктовые товары. В одном из домов была организована школа.
С приходом коллективизации начали раскулачивать зажиточных крестьян, не только отнимаю у них живность, но и снося все надворные постройки.
В 1936 году начинает свою деятельность артель «Боевик», объединяющую деятельность двух цехов  валяльного и сапожного. Она существовала до начала Великой Отечественной войны.
В 1942 году на хуторе стояла летная часть, сады и огороды были приспособлены под стоянку и места ремонта самолетов. Солдаты размещались на квартирах и в домах хуторян.
До 1950-х годов ха хуторе действовала начальная школа, работал магазин.
В 1960-х годах село начало оживать, стали строиться новые дома.

## Население
| 2002 | 2010 |
| ---- | ---- |
| 68   | ↘67  |

### Половой состав
По данным Всероссийской переписи населения 2010 года в гендерной структуре населения мужчины составляли 49,3 %, женщины — соответственно 50,7 %.

### Национальный состав
Согласно результатам переписи 2002 года, в национальной структуре населения русские составляли 97 %.